# Сараю
Сараю (рум. Saraiu) — село у повіті Констанца в Румунії. Адміністративний центр комуни Сараю.
Село розташоване на відстані 165 км на схід від Бухареста, 71 км на північний захід від Констанци, 79 км на південь від Галаца.

## Населення
За даними перепису населення 2002 року у селі проживали 853 особи, з них 849 осіб (99,5%) румунів. Рідною мовою 851 особа (99,8%) назвала румунську.